# Большое Петровское (Волоколамский район)
Большое Петровское — деревня в Волоколамском районе Московской области России.
Относится к Теряевскому сельскому поселению, до муниципальной реформы 2006 года относилась к Теряевскому сельскому округу. Население — 0 чел. (2010).

## География
Деревня Большое Петровское расположена примерно в 15 км к юго-востоку от города Волоколамска, на правом берегу небольшой реки Ольховки, впадающей в Большую Сестру (бассейн Иваньковского водохранилища), вплотную к деревне Малое Петровское. Неподалёку находятся деревни Никольское и Чеклево. В Большом Петровском две улицы — Академическая и Большая.

## Население
| 1852 | 1859 | 1890 | 1899 | 1926 | 2002 |
| ---- | ---- | ---- | ---- | ---- | ---- |
| 87   | ↗110 | ↗177 | ↘157 | ↗188 | ↘20  |
| 2006 | 2010 |      |      |      |      |
| ↘3   | ↘0   |      |      |      |      |

## История
В «Списке населённых мест» 1862 года Петровское — владельческое сельцо 1-го стана Клинского уезда Московской губернии по левую сторону Волоколамского тракта, в 40 верстах от уездного города, при колодце, с 12 дворами и 110 жителями (45 мужчин, 65 женщин).
По данным на 1890 год входила в состав Калеевской волости Клинского уезда, число душ составляло 177 человек.
В 1913 году — 37 дворов, 3 бумаго-ткацких фабрики.
В 1917 году Калеевская волость была передана в Волоколамский уезд.
По материалам Всесоюзной переписи населения 1926 года — центр Петровского сельсовета Калеевской волости Волоколамского уезда, проживало 188 жителей (82 мужчины, 106 женщин), насчитывалось 32 крестьянских хозяйства.
С 1929 года — населённый пункт в составе Волоколамского района Московской области.